# Estação Zona Universitària
Zona Universitària (em catalão:  Estació de Zona Universitària - em castelhano:  Estación de Zona Universitaria) é uma estação da linha Linha 3 e Linha 9 do Metro de Barcelona. Entrou em funcionamento em 1975.

## Área de atendimento

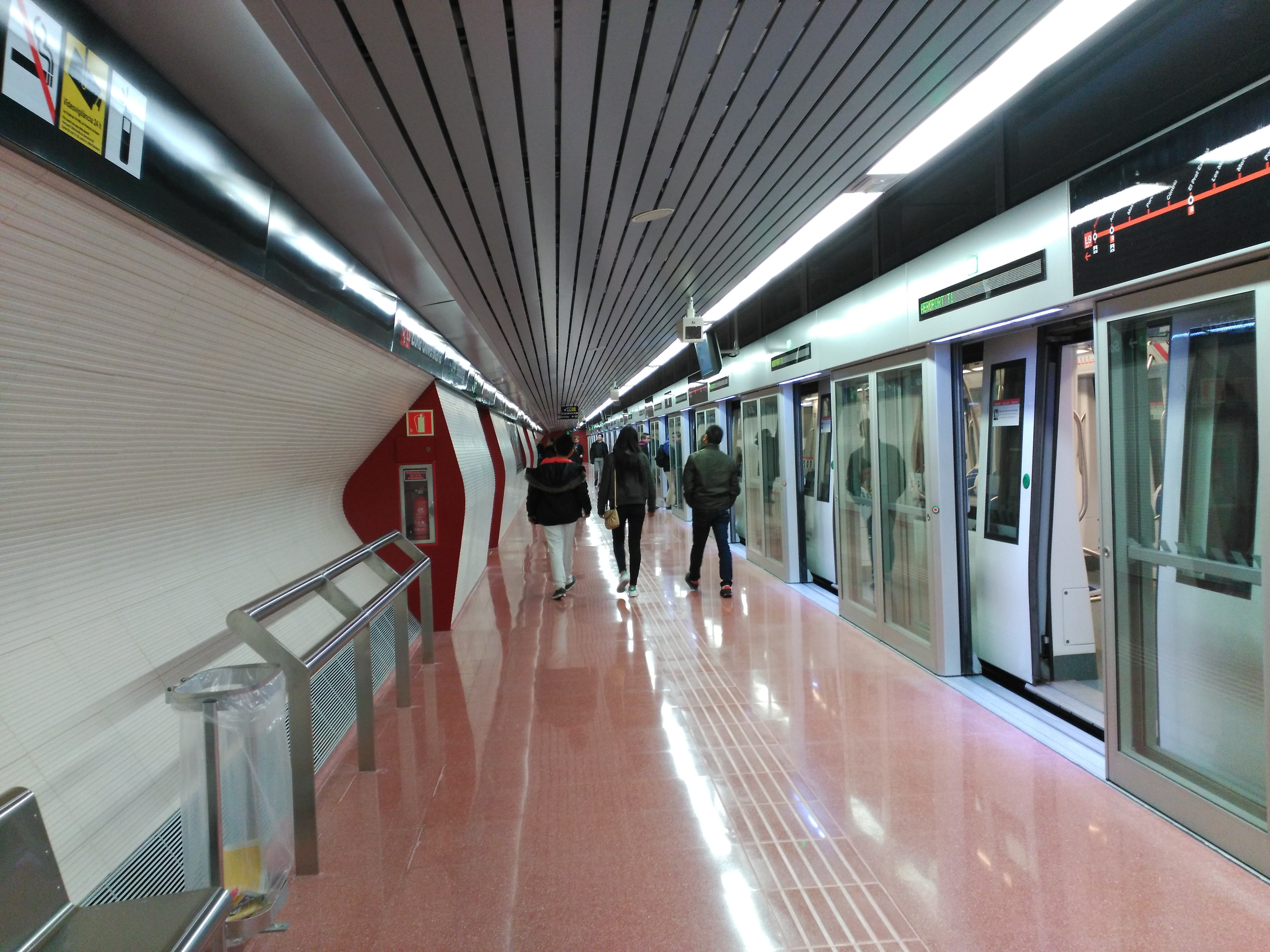
Estação Zona Universitària Linha 9.

Conforme o nome da estação sugere a região atendida é um campus universitário projetado nos anos de 1950 para ampliar o espaço físico das Universidade de Barcelona e da Universidade Politécnica da Catalunha.

## História
A estação de metrô foi inaugurada em 1975, junto com as outras estações do trecho L3 entre as estações Zona Universitària e Sants Estació. Esta seção foi originalmente operada separadamente de L3, e conhecida como L3b, até que as duas seções foram unidas em 1982. Em fevereiro de 2016, o ramal sul do L9 foi aberto do aeroporto T1 para esta estação, como um terminal provisório até continuar a conectar o outro ramal da linha.

## Localização

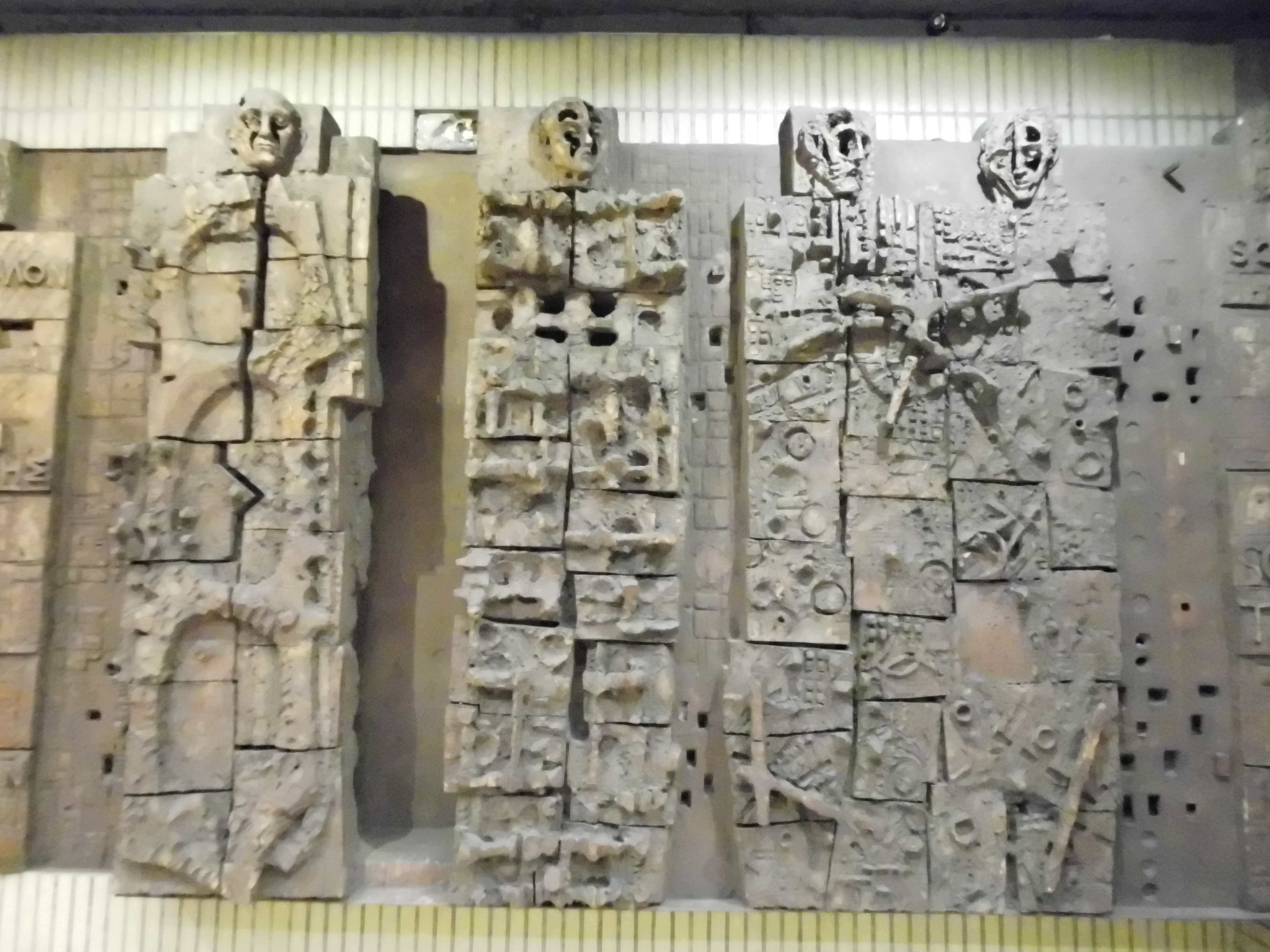
Arte na estação. Art, Ciència i Lletres, escultura de Angel Orensanz, acesso pela av. Diagonal/av. Dr. Marañón.

A estação de metrô está localizada no distrito de Les Corts sob a Avinguda Diagonal, entre a Carrer González Tablas e a Avinguda Dr. Marañón. Possui cinco entradas, duas em cada lado da Avinguda Diagonal, uma na Avinguda Dr. Marañón e duas plataformas laterais de 94 metros. O saguão de entrada exibe uma obra de arte do escultor Angel Orensanz. A parada Trambaix fica a cerca de 250 metros) para o leste, na Carrer d'Adolf Florensa.

## Expansão
É previsto que a estação seja servida pelo trecho comum das linhas L9 e L10 do metro, estando atualmente em curso as obras de construção da L10 e do prolongamento dessas linhas. A longo prazo, está prevista uma extensão da linha L3 para além da estação Zona Universitària.

## Acessos
- Av. Diagonal - Facultat d'Economia i Empresa
- Av. Diagonal
- Parc Cervantes
- Av. Doctor Marañón - Diagonal
- Av. Doctor Marañón - Campus Sul

- | Precedido por fim de linha | Linha 3 do Metro de Barcelona Zona Universitària | Sucedido por Palau Reial Distância:600 metros |
- | Precedido por Collblanc Distância:1100 metros | Linha 9 do Metro de Barcelona Zona Universitària | Sucedido por fim de linha |